# Я, бабуся, Іліко та Іларіон
«Я, бабуся, Іліко та Іларіон» (рос. «Я, бабушка, Илико и Илларион») — грузинський радянський художній фільм режисера Тенгіза Абуладзе, знятий на кіностудії «Грузія-фільм» у 1963 році.

## Зміст
За мотивами роману Нодара Думбадзе. Розповідь про трудові будні, моменти радості і смутку в маленькому грузинському селі через призму підліткового сприйняття. Головний герой — Зуріке, школяр, якого виховує бабуся. У нього є найкращий друг Іларіон, із яким Зуріке потрапляє у різні пригоди. На диво добра, дещо сумна, і, безумовно, вельми захоплююча оповідь.